# Cordylus meculae
Cordylus meculae là một loài thằn lằn trong họ Cordylidae. Loài này được Branch, Rödel & Marais mô tả khoa học đầu tiên năm 2005.